# A History of Now
A History of Now (в переводе с англ. — «История нынешнего момента») — девятый студийный альбом британской группы Asian Dub Foundation, выпущенный в 2011 году. Пластинка была записана на студии Брендана Линча Lynchmob под руководством Макса Хейса и спродюсирована участниками коллектива Стивом Чандрой Савалом и Санджеем Гулабхаем Тейлором. Впервые издана 19 января в Японии звукозаписывающей компанией Beat Records; мировой релиз состоялся 7 февраля на лейбле Cooking Vinyl.

## Об альбоме
Первоначально альбом планировалось назвать A New London Eye. В интервью Livemint.com Савал сказал: «Я очень, очень доволен им. Мы выросли как музыканты и намного лучше понимаем друг друга».
По словам Стива Чандры Савала (англ. Steve Chandra Savale), темы нового альбома «не столь прямолинейно идеологические и более универсальные». Главной темой альбома стала технология: «Мы изучили, как она изменила наше отношение к окружающей среде, как она изменила наше взаимодействие с людьми. Мы смотрим на это как с высоты птичьего полёта, так и взглядом снизу», — заявил Chandrasonic. A History of Now рассказывает о влиянии телевидения, биржевом крахе, возвышении в мире роли Китая и Индии. В одной из песен они предрекают Шанхаю славу новой столицы мира.
На обложке альбома изображён гаджет, на котором расположены 20 иконок с надписями.
В записи композиции «This Land Is Not for Sale» принял участие Dr. Das — бывший басист ADF, а также группа Indigenous Resistance. Заглавный трек был выложен для бесплатного скачивания на сайте группы и затем выпущен в качестве сингла; также на него был снят видеоклип участником The KLF и The Orb Джимми Коти (англ. Jimmy Cauty); он же позднее смонтировал вторую версию клипа, включавшую кадры последних событий в Ливии, Тунисе и Египте. В этой песне, темой которой был заявлен переизбыток информации, музыканты провозглашают: «Ты не можешь скачать солнце, ты не можешь скачать море, ты не можешь скачать меня». Был также снят видеоклип на песню «A New London Eye».

## Список композиций
| №   | Название                      | Длительность |
| --- | ----------------------------- | ------------ |
| 1.  | «A New London Eye»            | 4:48         |
| 2.  | «Urgency Frequency»           | 4:27         |
| 3.  | «London to Tokyo»             | 4:55         |
| 4.  | «A History of Now»            | 4:18         |
| 5.  | «Spirit in the Machine»       | 4:05         |
| 6.  | «Where's All the Money Gone?» | 4:07         |
| 7.  | «In Another Life»             | 5:36         |
| 8.  | «Power of 10»                 | 3:52         |
| 9.  | «Futureproof»                 | 3:32         |
| 10. | «This Land Is Not for Sale»   | 4:40         |
| 11. | «Temple Siren»                | 5:39         |

| №   | Название     | Длительность |
| --- | ------------ | ------------ |
| 12. | «Lights Out» | 3:47         |

## Участники записи
- Стив Чандра Савал (англ. Steve Chandra Savale) — гитара, программирование, бэк-вокал
- Санджей Гулабхай Тейлор — программирование, вокал, звуковые эффекты
- Притпал Раджпур — перкуссия, табла
- Актар Ахмед — вокал
- Эл Рамджен — вокал
- Мартин Савал — бас-гитара, программирование, бэк-вокал[6]